# Meesbessenpikker
De meesbessenpikker (Oreocharis arfaki) is een zangvogel uit de familie Paramythiidae (prachtbessenpikkers). Het is een kleurrijke vogel uit een monotypisch geslacht. De vogel is endemisch in Nieuw-Guinea.

## Beschrijving
De meesbessenpikker is ongeveer 13 cm lang. Zoals de naam al zegt, lijkt de vogel op een mees. Tenminste, het mannetje lijkt op een koolmees, omdat de buik oranjegeel gekleurd is en het zwart op de kop bijna hetzelfde patroon volgt als bij een koolmees: een zwarte bef, kopkap en halsband. De vogel is echter helemaal niet verwant aan de mezen, verder is de wang niet wit maar geel en er zijn ook gele vlekken op de vleugel. Het vrouwtje is onopvallend grijs met wat geschubd aandoend geel en wit vlekkenpatroon.

## Verspreiding en leefgebied
Net als de bergbessenpikkers komt deze vogel voor in de nevelwouden in het bergland van West-Papoea, Papoea en Papoea-Nieuw-Guinea, maar dan in een iets lagere zone, tussen de 1750 en 3000 meter boven de zeespiegel, soms tot op 1450 m.

## Status
De grootte van de populatie is niet gekwantificeerd maar de soort wordt omschreven als algemeen tot zeer algemeen op de juiste hoogte. Op de Rode lijst van de IUCN heeft deze soort de status niet bedreigd.